# بهترین پیشنهاد
بهترین پیشنهاد (به ایتالیایی: La migliore offerta) فیلمی تریلر روان‌شناختی به نویسندگی و کارگردانی جوزپه تورناتوره و محصول سال ۲۰۱۳ ایتالیا است. از بازیگران آن می‌توان به جفری راش، جیم استرجس، سیلفیا هوکس و دونالد ساترلند اشاره کرد. موسیقی این فیلم ساختهٔ انیو موریکونه، آهنگساز ایتالیایی و برندهٔ تندیس بهترین موسیقی سال از آکادمی سینمای اروپا است. بهترین پیشنهاد، عنوان بهترین فیلم سال ۲۰۱۳ را در جوایز دیوید دی دوناتلو و روبان نقره‌ای از آن خود کرده‌است.

## خلاصه داستان
یک دلال بزرگ آثار هنری کلکسیونِ ارزشمندی را دور از چشم دیگران برای خود فراهم کرده‌است. او طی سال‌ها آثار هنریِ باارزش دیگران را با کم‌ترین قیمت خریداری کرده‌است. پس از مدتی، زن جوانی که دچار اختلال برزن‌هراسی است وارد زندگی او شده و آن‌ها به یکدیگر علاقه‌مند می‌شوند؛.